# Азарамечеть
Перевал Азарамечеть (азерб. Azərməsçid aşırımı) — горный перевал на водоразделе Зангезурского хребта. Расположен на границе Азербайджана (Ордубадский район, Нахичеванская Автономная Республика) и Армении (Сюникская область). Высота перевала — 3460 м.
Вблизи перевала расположены истоки рек Ванадчай и Ордубадчай.